# Mokxa (llengua)
El mokxa (мокшень кяль (mokshanj kälj)) és parlat a la part occidental de la República de Mordòvia i a les adjacents óblast de Penza, óblast de Riazan, óblast de Tambov, óblast de Saràtov, óblast de Samara, óblast d'Orenburg, Tatarstan, Baixkortostan, Sibèria, Extrem Orient de Rússia i també a Armènia i EUA. El nombre de parlants és d'uns 500.000.

## Sistema d'escriptura
Habitualment s'escriu en alfabet ciríl·lic sense grans modificacions respecte al rus i en alfabet llatí. A Mordòvia, és cooficial amb l'erzya i el rus.
La llengua pertany a les llengües mordovianes de les llengües fino-volgaiques, una sotsbranca de les llengües ugrofineses. Està relacionada amb l'erzya, però és molt diferent en fonètica, vocabulari i gramàtica.
Codi SIL: MDF
ISO 639-2: mdf
- Alfabet ciríl·lic: А/а, Б/б, В/в, Г/г, Д/д, Е/е, Ё/ё, Ж/ж, З/з, И/и, Й/й, К/к, Л/л, М/м, Н/н, О/о, П/п, Р/р, С/с, Т/т, У/у, Ф/ф, Х/х, Ц/ц, Ч/ч, Ш/ш, Щ/щ, Ъ/ъ, Ы/ы, Ь/ь, Э/э, Ю/ю, Я/я

- Alfabet llatí: Aa, Ää, Bb, Cc, Dd, Ee, Ff, Gg, Hh, Ii, Jj, Kk, Ll, Mm, Nn, Oo, Pp, Qq, Rr, Ss, Tt, Uu, Vv, Ww, Xx, Yy, Zz